# Piotr Czachowski
Piotr Czachowski (Warschau, 7 november 1966) is een voormalig profvoetballer uit Polen, die zijn actieve carrière in 1998 beëindigde bij Aluminium Konin in zijn vaderland. Hij speelde als middenvelder, en werd in 1991 uitgeroepen tot Pools voetballer van het jaar.

## Clubcarrière
Czachowski speelde zeven seizoenen in Polen, voordat hij in 1992 naar het buitenland vertrok. Hij speelde in Italië (Udinese Calcio) en Schotland (Dundee FC), en keerde in 1995 terug in zijn vaderland.

## Interlandcarrière
Czachowski kwam in totaal 45 keer (één doelpunt) uit voor de nationale ploeg van Polen in de periode 1989–1993. Hij maakte zijn debuut op 23 augustus 1989 in de vriendschappelijke wedstrijd tegen Sovjet-Unie (1-1). Hij viel in dat duel, het eerste onder leiding van bondscoach Andrzej Strejlau, in de rust in voor Waldemar Prusik. Zijn 45ste en laatste interland speelde Czachowski op 13 oktober 1993 in het WK-kwalificatieduel tegen Noorwegen, dat met 3-0 verloren werd door Polen.
| Interlanddoelpunt | Interlanddoelpunt | Interlanddoelpunt | Interlanddoelpunt | Interlanddoelpunt | Interlanddoelpunt | Interlanddoelpunt | Interlanddoelpunt |
| #                 | Datum             | Locatie           | Wedstrijd         | Goal              | Score             | Uitslag           | Type              |
| ----------------- | ----------------- | ----------------- | ----------------- | ----------------- | ----------------- | ----------------- | ----------------- |
| 1                 | 16/10/1991        | Poznań            | Polen – Ierland   | 54'               | 1 – 1             | 3 – 3             | EK-kwalificatie   |

## Erelijst
Legia Warschau / Zagłębie Lubin
- Pools voetballer van het jaar

1991